# Tarik Benhabiles
Pour les articles homonymes, voir Benhabiles.
Tarik Benhabiles, né le 5 février 1965 à Alger, est un joueur et entraîneur de tennis franco-algérien.
Il est né dans une famille de sportifs, de mère Française et de père Algérien qui a été footballeur professionnel et son frère, Hakim, champion d'Algérie du 400 et 800 m.

## Carrière

### Joueur
Professionnel en 1981, Tarik Benhabiles remporte Roland-Garros dans la catégorie junior en 1982. C'est le 8 juin 1987 qu'il obtient son meilleur classement (22e), au lendemain de sa meilleure performance en Grand Chelem : un huitième de finale à Roland-Garros en 1987, perdu face à Mats Wilander (5-7, 6-1, 6-3, 6-3). Tarik Benhabiles mit un terme à sa carrière de joueur en 1992 à 27 ans.
Il ne compte aucun titre majeur dans sa carrière (hormis un National en 1986) mais fut finaliste à Trévise en 1984 (battu par Vitas Gerulaitis) et à Gênes en 1990 (battu par Ronald Agenor).
Il fut membre de l'équipe de France de Coupe Davis mais il ne disputa qu'un seul match, en 1987 à Marcq-en-Barœul contre la Corée du Sud : en double avec Guy Forget, il battit les Coréens Song et Yoo en 5 sets (4-6 4-6 6-2 6-3 10-8).
Le bilan de sa carrière s'élève à 69 victoires en 107 matches.
Il a été classé à 147 reprises dans le top 100 de l'ATP entre 1984 et 1988 puis au cours de l'année 1990 (38ème français en nombre de semaines Top 100 depuis 1983) et 42 semaines dans le Top 50.
1987 fut sa meilleure année puisqu'il atteint son meilleur rang (22ème) et c'est la seule année où il fut présent toute l'année dans le top 100 et 39 semaines dans le top 50. Son entraîneur durant cette période était Éric Deblicker.
Deux top 10 à son actif :
- 1986 : Miloslav Mečíř, no 6, à Paris (2-6, 7-5, 6-1) ;
- 1990 : Emilio Sánchez, no 8, à Palerme (7-6, 6-4).

### Entraîneur
Il connut une première expérience d’entraîneur avec Nicolas Escudé jusqu'en 1997. Puis il s'installa aux États-Unis et s'occupa du jeune Andy Roddick. Il tissa alors des liens très étroits avec le grand espoir américain et sa famille. Roddick déclarait à l'époque : « Tarik est avec moi toute l’année. Je le vois plus que mes parents à l’heure actuelle. Pour moi, c’est mon meilleur ami, c’est mon coach, c’est comme une image paternelle pour moi. »[réf. nécessaire] Il emmena Roddick jusqu'au top 10 mondial mais l'aventure prit fin en juin 2003. Quelques mois plus tard, Roddick, qui avait pris pour nouvel entraîneur Brad Gilbert allait remporter l'US Open et devenir numéro 1 mondial.
Comme avec Nicolas Escudé qui atteint le sommet de sa carrière (une demi-finale à l'Open d'Australie en 1998) sans lui, Benhabiles voyait son jeune poulain américain triompher avec un autre entraîneur. Il prit alors en charge l'entraînement du jeune espoir français Richard Gasquet mais l'expérience prit fin quelques mois plus tard (en janvier 2004), notamment en raison d'un désaccord avec le père du joueur. Au début de 2006, Tarik Benhabiles devint l'entraîneur de Tatiana Golovin. De 2007 à 2008, il a entraîne le Français Gaël Monfils. Il a également entraîné pendant un certain temps le marocain Karim Alami et le joueur allemand Benjamin Becker.

## Palmarès

### Finales en simple messieurs
| No | Date       | Nom et lieu du tournoi                          | Catégorie    | Dotation  | Surface      | Vainqueur        | Score         |  |
| -- | ---------- | ----------------------------------------------- | ------------ | --------- | ------------ | ---------------- | ------------- |  |
| 1  | 12-11-1984 | Torneo Internazionale Citta di Treviso, Trévise |              | 75 000 $  | Terre (ext.) | Vitas Gerulaitis | 6-1, 6-1      |  |
| 2  | 18-06-1990 | IP Cup, Gênes                                   | World Series | 225 000 $ | Terre (ext.) | Ronald Agenor    | 3-6, 6-4, 6-3 |  |

## Parcours en Grand chelem

### En simple
L'Open d'Australie se dispute en dernier et sur gazon :
| Année | Roland-Garros   | Roland-Garros | Wimbledon       | Wimbledon     | US Open         | US Open          | Open d'Australie     | Open d'Australie     |
| ----- | --------------- | ------------- | --------------- | ------------- | --------------- | ---------------- | -------------------- | -------------------- |
| 1982  | 1er tour (1/64) | Jairo Velasco | -               | -             | -               | -                | -                    | -                    |
| 1983  | 2e tour (1/32)  | Drew Gitlin   | -               | -             | -               | -                | 1er tour (1/32)      | Drew Gitlin          |
| 1984  | 2e tour (1/32)  | Rolf Gehring  | -               | -             | -               | -                | 3e tour (1/16)       | Ivan Lendl           |
| 1985  | 3e tour (1/16)  | Jimmy Connors | 1er tour (1/64) | Ricardo Acuña | 1er tour (1/64) | Vitas Gerulaitis | 1er tour (1/64)      | Darren Cahill        |
| 1986  | 1er tour (1/64) | Yannick Noah  | -               | -             | -               | -                | Épreuve non disputée | Épreuve non disputée |

L'Open d'Australie se déroule en premier (à partir de 1987) et sur dur (à partir de 1988) :
| Année | Open d'Australie | Open d'Australie  | Roland-Garros   | Roland-Garros  | Wimbledon       | Wimbledon         | US Open         | US Open          |
| ----- | ---------------- | ----------------- | --------------- | -------------- | --------------- | ----------------- | --------------- | ---------------- |
| 1987  | -                | -                 | 1/8 de finale   | Mats Wilander  | -               | -                 | 2e tour (1/32)  | Guy Forget       |
| 1988  | 2e tour (1/32)   | Andrei Chesnokov  | 1er tour (1/64) | Paul Annacone  | 1er tour (1/64) | Magnus Gustafsson | -               | -                |
| 1989  | -                | -                 | -               | -              | -               | -                 | -               | -                |
| 1990  | 1er tour (1/64)  | Glenn Layendecker | 1er tour (1/64) | Omar Camporese | 1er tour (1/64) | Nicklas Kroon     | 1er tour (1/64) | Derrick Rostagno |
| 1991  | 1er tour (1/64)  | Ivan Lendl        | 2e tour (1/32)  | Carlos Costa   | -               | -                 | -               | -                |

## Classement ATP

### En simple
Tarik Benhabiles parvint à intégrer le "Top 50" en mars 1985, mais ne s'y installa durablement que de décembre 1986 à octobre 1987. C'est au cours de cette période qu'il a atteint la 22e place mondiale en juin 1987, après avoir atteint les huitièmes de finale à Roland-Garros.
En fin de saison :
| Année | 1982 | 1983 | 1984 | 1985 | 1986 | 1987 | 1988 | 1989 | 1990 | 1991 | 1992 | 1993 | 1994 |
| Rang  | 616  | 275  | 71   | 134  | 46   | 65   | 230  | 113  | 107  | 177  | 378  | 787  | 616  |

### En double
En fin de saison :
| Année | 1982 | 1983 | 1984 | 1985 | 1986 | 1987 | 1988 | 1989 | 1990 | 1991 | 1992 |
| Rang  | 854  | 352  | 324  | 355  | 147  | 191  | 454  | 344  | 198  | 145  | 959  |